# Grafheuvel van Esik
De grafheuvel van Esik, ook bekend als de Issyk-koergan (Kazachs: Есік обасы, Esik obasy Russisch: Иссыкский курган, Issykski koergan), is een archeologische site nabij Esik in het zuidoosten van Kazachstan, minder dan 20 km ten oosten van de puinwaaier van Talgar. De grafheuvel werd ontdekt in 1969. Ze heeft een hoogte van zes meter en een omtrek van zestig meter, en dateert uit de 4e of 3e eeuw voor Christus. Een opmerkelijk artefact is een zilveren beker met een inscriptie. De vondsten zijn te zien in Astana. De site wordt geassocieerd met het volk der Saken.
Het grafcomplex ligt op de linkeroever van de Esik-rivier, 50 kilometer ten oosten van Almaty. Het unieke archeologische complex werd in 1969 gevonden door een kleine groep Sovjetwetenschappers onder leiding van Kemel Aqysjev. De begraafplaats omvat 45 grote vorstengraven met een diameter van 30 tot 90 en een hoogte van 4 tot 15 meter. De Esik-grafheuvel bevindt zich in de westelijke helft van de begraafplaats. 

## De gouden man
Gelegen in het oosten van Scythië, net ten noorden van Sogdië, bevatte de grafheuvel een skelet, krijgersuitrusting en diverse grafgiften, waaronder 4.000 gouden ornamenten. Hoewel het geslacht van het skelet onzeker is, kan het een 18-jarige Sakische prins of prinses zijn geweest.
De rijkdom van de grafgiften leidde ertoe dat het skelet de "gouden man" of "gouden prinses" werd genoemd. De "gouden man" werd vervolgens aangenomen als een van de symbolen van het moderne Kazachstan.  

### Symbool van Kazachstan
De schatten van de Esik-heuvel en een exacte kopie van de gouden man bevinden zich in het Kazachse museum voor archeologie in Almaty, en in het staatsmuseum voor goud en edele metalen van de Republiek Kazachstan in Astana. De gouden man op een gevleugeld luipaard is een van de nationale symbolen van Kazachstan. Kopieën van de Sakische krijger zijn er in veel steden van Kazachstan. Een van de exemplaren siert het Onafhankelijkheidsmonument op het Plein van de Republiek in de stad Almaty. 

## Begrafenissen
In de grafheuvel bevonden zich twee graven: een centraal en een zuidelijk. Helaas was het centrale graf uitgeroofd, maar het zuidelijke graf was onverstoord. De grafkamer in het zijgraf was gemaakt van vurenhout. Het graf en de inhoud ervan waren nog intact. De skeletresten werden gevonden in de noordelijke helft van de kamer. In de kamer werden meer dan 4.000 gouden voorwerpen gevonden, evenals een ijzeren zwaard en dolk, een bronzen spiegel, vaatwerk van klei, metaal en hout, schoenen, hoofdtooien, gouden ringen, beeldjes, bronzen en gouden wapens en een zilveren kom uit de 6e tot 5e eeuw v.Chr. Op en onder de stoffelijke resten werden kledingstukken van goud, een hoofdtooi en schoenen gevonden. Naast het stoffelijk overschot lagen een pijl met een gouden punt, een zweep waarvan het handvat was omwikkeld met een breed lint van goud in een spiraalpatroon, en een zak met daarin een bronzen spiegel en rode verf.  
Wetenschappelijk onderzoek, met name van de antropoloog O.I. Ismagoelov, toonde aan dat de overblijfselen behoren tot een lid van de Sakische stammen van het Zevenstromenland, die een Europees uiterlijk hadden met een bijmenging van Mongoloïde kenmerken. De leeftijd van het lichaam bij overlijden werd geschat op 16-18 jaar en het geslacht is onbepaald. De kleding en manier van begraven suggereren dat de gouden man een nazaat was van een prominente Sakische leider of een lid van de koninklijke familie. 

## De Esik-inscriptie
In de grafheuvel van Esik werd een inscriptie gevonden op een zilveren schaal, gedateerd rond 600 v.Chr. De context van de grafgiften geeft aan dat deze mogelijk toebehoorde aan Sakische stammen.
De Esik-inscriptie is nog niet met zekerheid ontcijferd. Naar men vermoed is het in een Scythisch dialect, en zou dan een van de weinige autochtone epigrafische sporen van die taal zijn. 